# Euptychia
Genre
Le genre Euptychia regroupe des papillons de la famille des Nymphalidae, de la  sous-famille des Satyrinae présents uniquement en Amérique centrale et du Sud.

## Dénomination
Le nom Euptychia a été donné par  Jakob Hübner en 1818.

## Liste des espèces
- Euptychia anacleta voir Euptychia hilara
- Euptychia cesarense Pulido, Andrade, Peña & Lamas, 2011
- Euptychia enyo Butler, 1867
- Euptychia ernestina Weymer, 1911
- Euptychia fetna Butler, 1870
- Euptychia hannemanni Forster, 1964
- Euptychia hilara (C. & R. Felder, 1867)
- Euptychia insolata Butler & Druce, 1872
- Euptychia jesia Butler, 1869
- Euptychia macrophthalma voir Euptychia insolata
- Euptychia marceli Brévignon, 2005
- Euptychia meta Weymer, 1911
- Euptychia mollina (Hübner, [1813])
- Euptychia mollis voir Euptychia westwoodi
- Euptychia neildi Brévignon, 2005
- Euptychia ordina Weymer, 1911
- Euptychia picea Butler, 1867
- Euptychia rufocincta  Weymer, 1911
- Euptychia westwoodi Butler, 1867